# عقد 1170
عقد 1170 هو عقد امتد بين 1 يناير 1170 و31 ديسمبر 1179 بحسب التقويم الميلادي. سبقه عقد 1160 ولحقه عقد 1180.

## أحداث
- معركة مخاضة يعقوب (1179)
- معركة مونتجيسارد (1177)
- معركة لينيانو (1176)
- معركة ميريكافالون (1176)
- معركة مرج عيون (1179)

## مواليد
- العزيز عماد الدين عثمان (1171)
- ضياء الدين المقدسي (1174)
- إنغبورغ من الدنمارك (1174)
- أوتو الرابع (1175)
- السلمي المرسي المغربي (1174)
- مايكل سكوت (1175)
- الظاهر غازي (1172)
- إيزابيلا من هينو (1170)
- الكامل ناصر الدين محمد (1177)
- محمد عوفي (1171)
- عثمان المروندي (1177)

## وفيات
- الأفضل نجم الدين أيوب (1173)
- بنيامين التطيلي (1173)
- ابن الخشاب (1172)
- روبير واس (1174)
- ميلخ أمير أرمينيا الصغرى (1175)
- سوزني السمرقندي (1173)
- مخيتار هيراتسي (1173)
- ابن قرقول (1174)
- قسطنطينوس كالمنوس (1173)
- بيترونيلا ملكة أراغون (1173)
- فلاديسلاف الثاني ملك بوهيميا (1174)

## كتب
- Yves Denis Papin (1998). Chronologie de l'histoire ancienne. Lieu de publication non identifié: Éditions Jean-paul Gisserot. ISBN:2-87747-346-5. OCLC:40746926. مؤرشف من الأصل في 2022-03-16.
- موسوعة حضارة العالم (2002) لأحمد محمد عوف.

## روابط خارجية
- تصفح سنة بسنة عقد 1170 على موقع onthisday.com
- تصفح سنة بسنة عقد 1170 ابتداءً من سنة عقد 1170 على موقع المكتبة الوطنية الفرنسية